# Parides chamissonia
Parides chamissonia is een vlinder uit de familie van de pages (Papilionidae). De wetenschappelijke naam van de soort is voor het eerst geldig gepubliceerd in 1821 door Johann Friedrich von Eschscholtz. Dit taxon wordt wel beschouwd als een ondersoort van Parides bunichus.